# Gregg Baxter
Gregg Baxter ist ein Tontechniker.

## Leben
Baxter begann seine Karriere Mitte der 1980er Jahre. Sein Debüt hatte er 1986 mit dem Drama Duet for One von Andrei Sergejewitsch Michalkow-Kontschalowski. Er arbeitete mit Regisseuren wie Wolfgang Petersen, Michael Mann, Oliver Stone und Quentin Tarantino. Zwischen 2000 und 2016 war er vier Mal für den Golden Reel Award nominiert und konnte die Auszeichnung 2010 für Inglourious Basterds gewinnen. 1994 war er für Cliffhanger – Nur die Starken überleben gemeinsam mit Wylie Stateman für den Oscar in der Kategorie Bester Tonschnitt nominiert, die Auszeichnung ging in diesem Jahr jedoch an Gary Rydstrom und Richard Hymns für Jurassic Park.

## Filmografie (Auswahl)
- 1988: Genie und Schnauze (Without a Clue)
- 1989: Die fabelhaften Baker Boys (The Fabulous Baker Boys)
- 1991: Tod im Spiegel (Shattered)
- 1992: Der letzte Mohikaner (The Last of the Mohicans)
- 1993: Cliffhanger – Nur die Starken überleben (Cliffhanger)
- 1994: Natural Born Killers
- 1995: Congo
- 1997: Speed 2 (Speed 2: Cruise Control)
- 2004: Troja (Troy)
- 2009: Inglourious Basterds
- 2011: My Week with Marilyn
- 2013: Parker
- 2014: Get on Up

## Auszeichnungen
- 1994: Oscar-Nominierung in der Kategorie Bester Tonschnitt für Cliffhanger – Nur die Starken überleben